# Pytilia
Pytilia (Swainson, 1837) je rod z čeledi astrildovitých a jedná se o exotické ptáky menšího vzrůstu, kteří se chovají i jako okrasní. Chovatele těchto drobným ptáků najdeme i v České republice. Tento rod je poměrně málopočetný; má jen čtyři zástupce, přičemž asi nejznámější je astrild pestrý. Obývají mírně zalesněné plochy především v Africe. Co se vzhledu týče, pak je spojuje především jejich velikost a pestré zbarvení. Živí se semeny trav, bobulemi nebo malým hmyzem. Obecně platí, že se jedná o dobré rodiče, kteří se o ptáčata umějí postarat.

## Druhy
- Astrild Wienerův (astrild žlutohřbetý)
  - Astrild Wienerův, zvaný také žlutohřbetý (Pytilia afra), je z rodu Pytilia tím nejméně známým druhem. V Česku se v současné době vůbec nechová a podobně jsou na tom i naši sousedé. Stejně jako ostatní druhy astrildů, i tento je možné najít především v severní Africe. Dle IUCN mu přísluší status málo dotčený.
- Astrild rudočelý
  - Astrild rudočelý (Pytilia hypogrammica) je severoafrický druh astrilda s areálem výskytu o více než 250,000 km2. Obývá především savany. Z rodu Pytilia se jedná o méně známého zástupce, v zajetí je chovaný spíše jen vzácně. První jedinci v Česku se objevili v 90. letech 20. století. Nejedná se o příliš pestře zbarveného ptáka, pouze hlava je zářivě červená.
- Astrild pestrý
  - Astrild pestrý (Pytilia melba) je z rodu Pytilia asi nejznámějším zástupcem a často se chová jako okrasný pták. Vyskytuje se na jihu Afriky, výjimečně (spíše jen sezónně) od Senegalu po Ghanu. Živí se semeny trav, bobulemi a hmyzem, např. termity a mravenci (hlavně v období hnízdění). Jedná se o denní ptáky, kteří přes den hledají potravu ve vysoké trávě a v nocí spí převážně v keřích. Sdružují se do skupin, po období hnízdění je možné pozorovat i menší rodinné skupinky. Rozlišujeme několik poddruhů
- Astrild rudokřídlý
  - Astrild rudokřídlý (Pytilia phoenicoptera) je jeden z astrildů, které můžeme často vidět v klecích chovatelů okrasného ptactva. Délka těla astrildů rudokřídlých se pohybuje okolo 110 mm. Živí se semeny trav, bobulemi a malým hmyzem (mravenci, termiti), v zajetí je vhodné podávat krmné směsi pro krátkozobé exotické ptáky. Žijí v párech, výjimečně i v menších skupinkách. Rozeznáváme dva poddruhy.